# Slogan
Pour les articles homonymes, voir Slogan (homonymie).
Un slogan est une formule concise et frappante qui exprime une idée, qu'un émetteur veut diffuser ou autour de laquelle il veut rassembler (fonctions respectives de recrutement, reconnaissance et ralliement).
Le slogan peut se définir comme une phrase percutante, incisive, qui véhicule un message dont l’essence est résumée en quelques mots. Il est court par nature, dans le but de s’ancrer dans les esprits efficacement.
Le slogan peut arborer diverses formes en fonction du but qu’il sert :
- dans le cas des slogans politiques, partager une opinion, soutenir une action ;
- dans le cas du slogan publicitaire, aider à la mémorisation d’un produit ou d’une entreprise via une phrase concise et originale ;
- dans le cas de médias audiovisuels, il est souvent accompagné d’une musique ou d’un son (jingle) qui accentue la mémorisation[1].

Le slogan publicitaire se distingue en deux types : l’accroche et la signature. L’accroche est uniquement rattachée à un produit ou service spécifique de la marque, tandis que la signature se répète sur l’ensemble des messages de la marque en véhiculant son identité.

## Étymologie
Le mot slogan est attesté en français depuis 1842 au sens « cri de guerre d'un clan écossais », depuis 1930 au sens moderne. Il est emprunté dans les deux cas à l’anglais.
En anglais, slogan est attesté depuis 1513 au premier sens (d’abord sous les formes sloggorne, slughorne), depuis 1704 au sens « devise d’un groupe » et depuis les années 1920 au sens moderne.
Le mot anglais est lui-même emprunté au gaélique écossais sluagh-gairm, prononcé actuellement /slua'γεrəm/, de gairm « cri » et sluagh « troupe, armée, foule, peuple ». Par exemple, le « slogan » du clan MacDougall est « Buaidh no bàs » (« la victoire ou la mort »).

## Un outil de communication de masse
Dans les sociétés mass-médiatisées, le slogan est devenu essentiellement un outil de communication en politique (il est utilisé par la propagande ou lors de campagnes d'information) ou dans la publicité. On le retrouve aussi lors de manifestations.[réf. souhaitée]
Étant destiné à frapper les esprits avec un message court et répétitif, le slogan est par nature réducteur et séducteur. Il fait souvent appel davantage à l'affect et au cadrage mental qu'à l'intellect pour faire passer une formulation orientée, voire de pures croyances. En Amérique du Nord, chaque état ou province en affiche un sur la plaque d'immatriculation des véhicules à moteur.[réf. souhaitée]

## Les éléments d'un slogan
Trois éléments sont nécessaires à la création d’un slogan efficace :
- le storytelling : le message doit véhiculer une histoire ayant un impact durable sur un lieu, une personne, un produit, unévénement, etc. ;
- la crédibilité : une formule percutante (punchline), si elle se doit d’être efficace, ne peut en aucun cas faire l’objet d’un mensonge ou d’une promesse irréaliste ;
- la sonorité : elle s’exprime par un rythme, une rime, un style sonore. Elle permet d’apporter une dimension émotive.

Les slogans peuvent être politiques, publicitaires, communicationnels ou bien propagandistes.

## Conception
Les slogans naissent rarement de façon spontanée, ils sont souvent construits avec méthode par ceux qui cherchent à diffuser leur message.
Un slogan doit être :[réf. souhaitée]
- poétique (ce qui n'exclut pas la brutalité) ;
- drôle ;
- reconnaissable et résistant aux déformations dans un contexte bruyant (sans ambiguïté sur les phonèmes, ce qui n'exclut pas les jeux de mots et donc les ambiguïtés de sens) ;
- assez court pour être facile et agréable à répéter sans cesse, même en criant, et éventuellement à écrire ;
- joli, remarquable par sa forme graphique.

Un slogan bien construit peut passer en mème ou locution proverbiale (exemples : Delenda est Carthago, « clic clac, merci Kodak »).[réf. souhaitée]

## Exemples de quelques slogans passés à la postérité

### Slogans publicitaires
Le slogan publicitaire accompagne, ponctue et résume une annonce publicitaire. Il est également associé au logo et à une sonorité (dans le cas des publicités télévisuelles) dans le but d'« infecter » les pensées de la cible, qui ne pourra pas se sortir le slogan de la tête.
Les puristes opèrent souvent une différence entre la signature (baseline) et le slogan : en effet, ce dernier produit un attachement à la marque moindre que celui d’une signature. Cependant, les deux notions sont intimement liées.
Quelques exemples : 
- « Il n'y a que Maille qui m'aille »
- « Il faudrait être fou pour dépenser plus » (Éram)
- « Fraîcheur de vivre, Hollywood Chewing Gum »
- « What else? » (Nespresso)
- « Toujours debout pour Danette »
- « Il a Free, il a tout compris »
- « McCain, c’est ceux qui en parlent le moins qui en mangent le plus »
- « Think different » (Apple)
- « Love, sex, Durex »
- « Have a break. Have a Kit Kat »
- « L’Oréal. Parce que je le vaux bien »
- « Just Do It » (Nike)
- « Netto, On gagne tous à payer moins cher. » (nouveau slogan 2021)
- « Netto, Le discounteur qui fait la difference. » (ancien slogan)

#### Slogan de magasins de jouets
- « Jouéclub !, La meilleure façon de jouer. »
- « PicWicToys, Place au jeu. »
- « La Grande Récré, Nos Moments Préférées. »
- « King Jouet, Faire rêver les enfants, Accompagner les parents. »

### Slogans invitant au civisme
- « Don't Mess with Texas »
- « Si tu prends ma place, prends aussi mon handicap » (mairie d'Albi)[8]

### Slogans politiques
Quelques exemples : 
- « A Chicken in Every Pot. A car in every garage (un poulet dans chaque casserole, une voiture dans chaque garage) » (Herbert Hoover, 1928)[9]
- « I have a dream that one day... » (Martin Luther King, 1963)
- « L’anti-Giscard » (Georges Marchais [Quand ?])
- « La force tranquille » (François Mitterrand, 1981)[10]
- « La France présidente » (Ségolène Royal, 2007)[11]
- « Le changement, c’est maintenant » (François Hollande, 2012)[12]
- « Yes We Can » (Barack Obama, 2008)
- « Make America Great Again » (Donald Trump, 2016)
- «Democracy dies in darkness » , slogan du Washington Post depuis 2017

## Procédure pour la protection et le dépôt d'un slogan publicitaire
Un slogan peut être protégé au titre du droit des marques pendant une durée de dix ans renouvelable. Il convient donc de vérifier auprès de l’Institut national de la propriété industrielle (INPI) si un slogan identique ou similaire à celui dont on envisage l'utilisation n'a pas été enregistré comme marque commerciale.
Mais, par ailleurs, la loi considère le slogan comme étant une œuvre de l’esprit, ce qui lui octroie une protection liée, cette fois-ci, au droit d’auteur pendant une durée de 70 ans, à condition que ce dernier fasse preuve d’originalité. Toutefois, même à défaut d'originalité, la reprise d'un slogan antérieur peut être fautive et constituer un acte de concurrence déloyale ou de parasitisme sanctionné sur le fondement des articles 1382 et 1383 du Code Civil.
Pour une sécurité juridique optimale et éviter des poursuites, il convient donc de ne pas se contenter d'une recherche d'antériorité, indispensable mais insuffisante, auprès de l'Inpi, encore moins d'une simple recherche sur l'Internet, mais d’opérer une vérification en droit d’auteur (Article L111-1 du Code de la Propriété Intellectuelle).
Celle-ci s'effectue en France auprès d'entreprises spécialisées de veille de slogans.